# Heather Samuel
Heather Barbara Samuel (sinh ngày 6 tháng 7 năm 1970) là một vận động viên chạy nước rút đã nghỉ hưu từ Antigua và Barbuda, chuyên về 100 và 200 mét. Năm 1990, cô đã giành được hai huy chương tại Đại hội Thể thao Trung Mỹ và Caribe với huy chương bạc ở nội dung 100 mét và huy chương đồng ở nội dung 200 mét.
Samuel là một vận động viên chạy nước rút/nhảy tại Đại học bang Murray ở Murray, Kentucky từ năm 1991 đến 1994; vào năm 2004, cô đã được chọn vào Đại sảnh Danh vọng điền kinh của bang Murray. Giải vô địch thế giới đầu tiên của cô đến vào năm 1993, khi cô thi đấu ở cự ly 100 và 200 m tại Giải vô địch thế giới năm 1993. Cô đã không lọt vào trận chung kết trong cả hai sự kiện. Vào tháng 5 năm đó, cô đã đạt được một thời gian tốt nhất trong sự nghiệp trên 100 m, thời gian 11,20 giây ở Indianapolis. Vào tháng 5 năm sau, cô đã có một thời gian tốt nhất trong sự nghiệp là 23,20 trên 200 mét ở Atlanta.
Năm 1995, cô trở thành nhà vô địch Trung Mỹ và Caribbean lần đầu tiên. Cô một lần nữa thi đấu trong hai sự kiện tại Giải vô địch thế giới, một lần nữa mà không lọt vào trận chung kết, và lặp lại điều này tại Giải vô địch thế giới năm 1997.
Năm 1999, cô xuất hiện lần đầu tại Giải vô địch trong nhà thế giới và chỉ thi đấu ở nội dung 100 mét tại Giải vô địch thế giới cùng năm. Cô đã thi đấu ở nội dung 100 m cũng như 200 m cấp thế giới cuối cùng của mình tại Thế vận hội Mùa hè 2000, và trong 60 m tại Giải vô địch trong nhà thế giới năm 2001, một lần nữa mà không lọt vào vòng chung kết. Tuy nhiên, cô đã lặp lại thành công của mình từ năm 1990 tại Đại hội Thể thao Trung Mỹ và Caribe, một lần nữa giành được huy chương bạc và đồng.
Năm 2003, cô lọt vào bán kết 60 m tại Giải vô địch trong nhà thế giới 2003, đó là kết quả tốt nhất của cô trong một sự kiện thể thao toàn cầu. Tham gia không thành công tại Giải vô địch thế giới 2003 và Thế vận hội mùa hè 2004 sau đó. Cô ấy đã không thi đấu từ năm 2004.

## Thành tích
| Năm                             | Giải đấu                             | Địa điểm                        | Thứ hạng                        | Nội dung                        | Chú thích                       |
| Representing Antigua và Barbuda | Representing Antigua và Barbuda      | Representing Antigua và Barbuda | Representing Antigua và Barbuda | Representing Antigua và Barbuda | Representing Antigua và Barbuda |
| ------------------------------- | ------------------------------------ | ------------------------------- | ------------------------------- | ------------------------------- | ------------------------------- |
| 2002                            | Central American and Caribbean Games | San Salvador, El Salvador       | 2nd                             | 100m                            | 11.44 w (wind: 2.3 m/s)         |
| 2002                            | Central American and Caribbean Games | San Salvador, El Salvador       | 3rd                             | 200m                            | 24.13 (wind: 0.0 m/s)           |